# Microgemeenschap

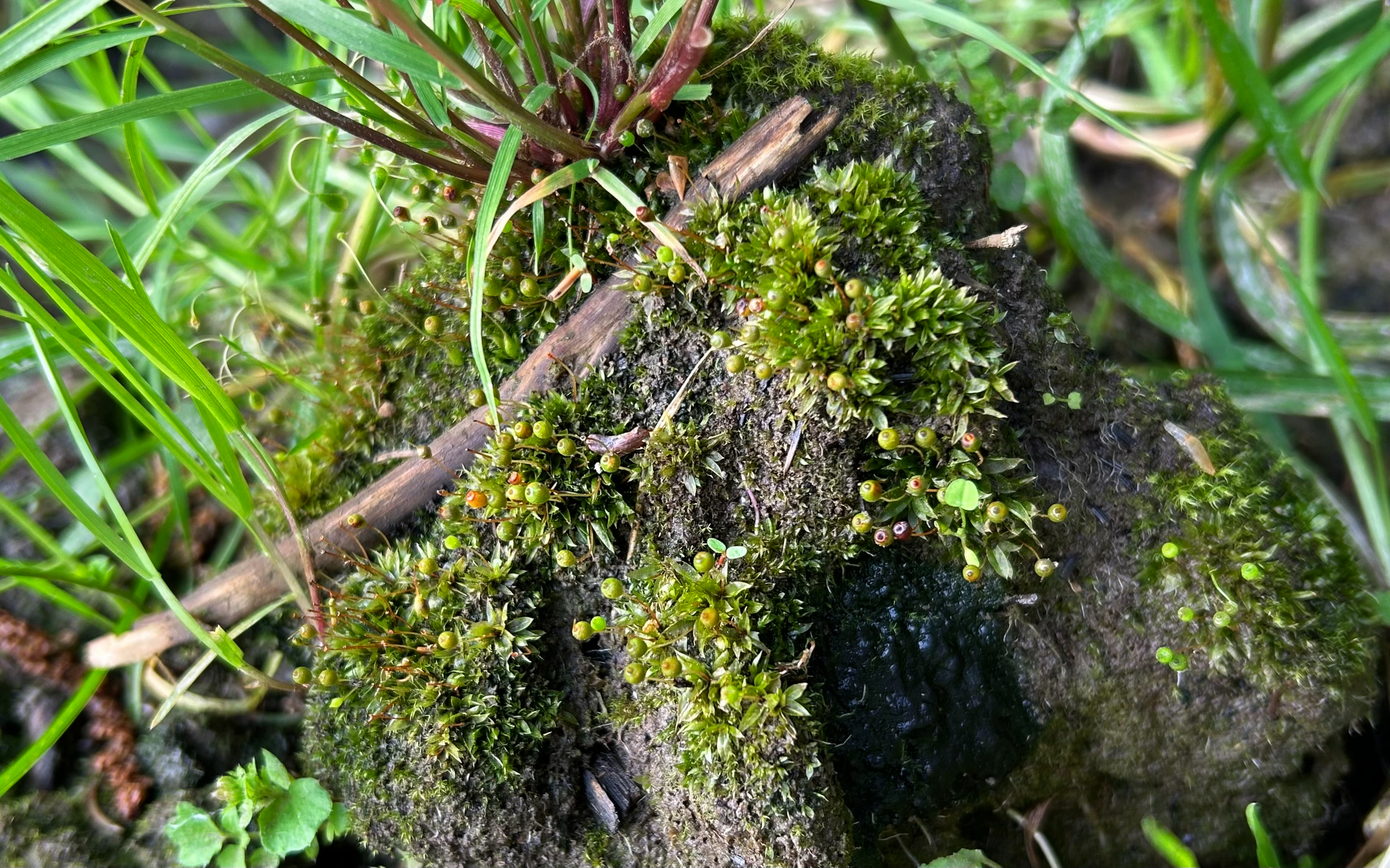
De associatie van gewoon knikkertjesmos, hier als microgemeenschap op een kluit in een weiland van het zilverschoon-verbond.

Met een microgemeenschap (Latijn: microcoenon) of microvegetatietype wordt in de vegetatiekunde een gemeenschap (syntaxon/vegetatietype) bedoeld dat is aangewezen tot bijzondere standplaats binnen een andere, grotere gemeenschap, zonder dat de grotere gemeenschap een essentiële milieufactor betreft voor het voortbestaan van de microgemeenschap. De term microgemeenschap benoemt dus vooral de ruimtelijkheid van de gemeenschap en niet de afhankelijkheid daarvan; afhankelijke microgemeenschappen behoren tot de afhankelijke gemeenschappen.

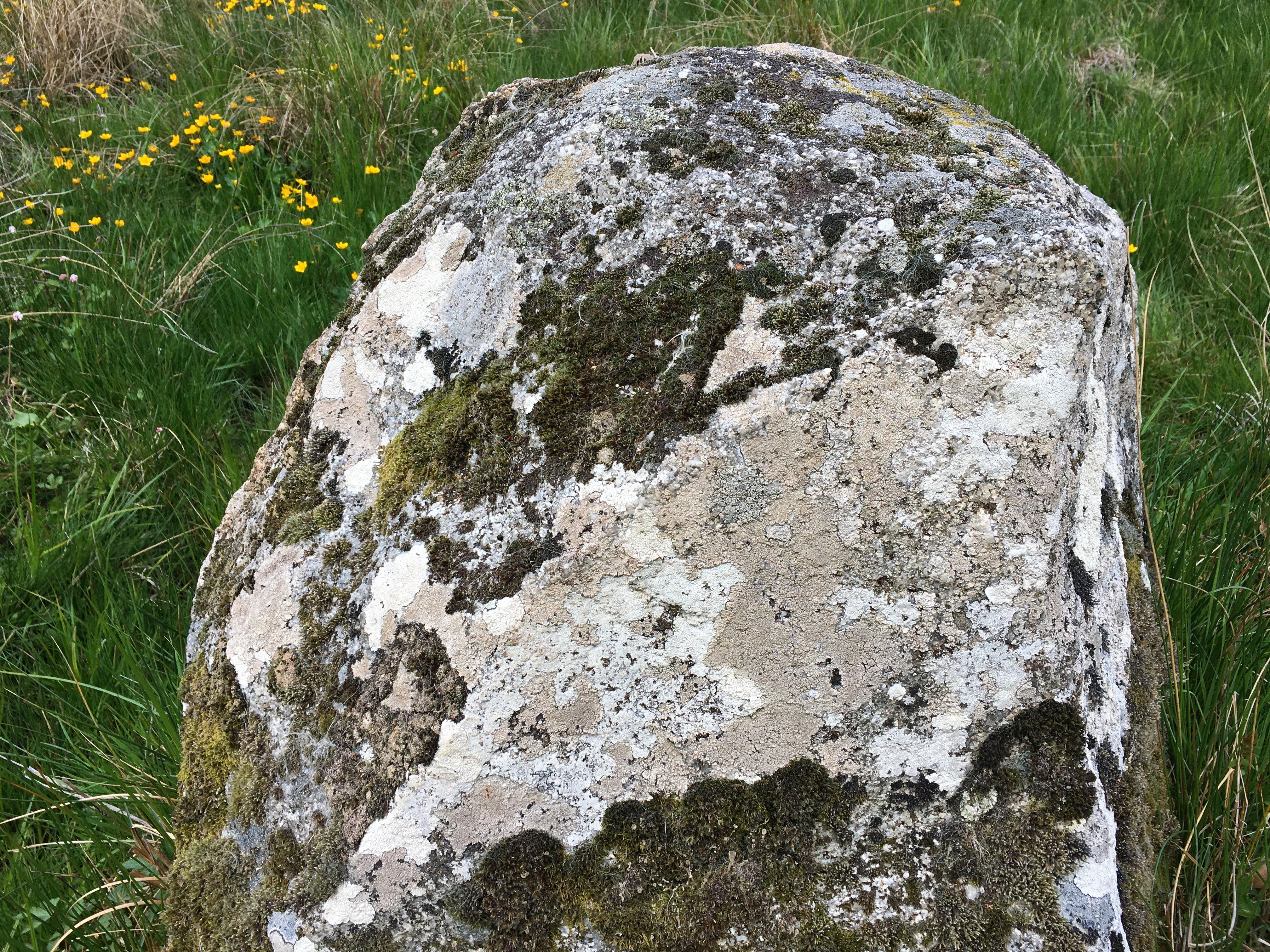
Een mozaïek van associaties uit de klasse van bisschopsmutsen en landkaartmossen op een rotsblok in een beekdalhooiland van het dotterbloem-verbond. Hier is sprake van twee onafhankelijke microgemeenschappen op steen; zij hebben ecologisch niets met het dotterbloemhooiland te maken.

## Fotogalerij

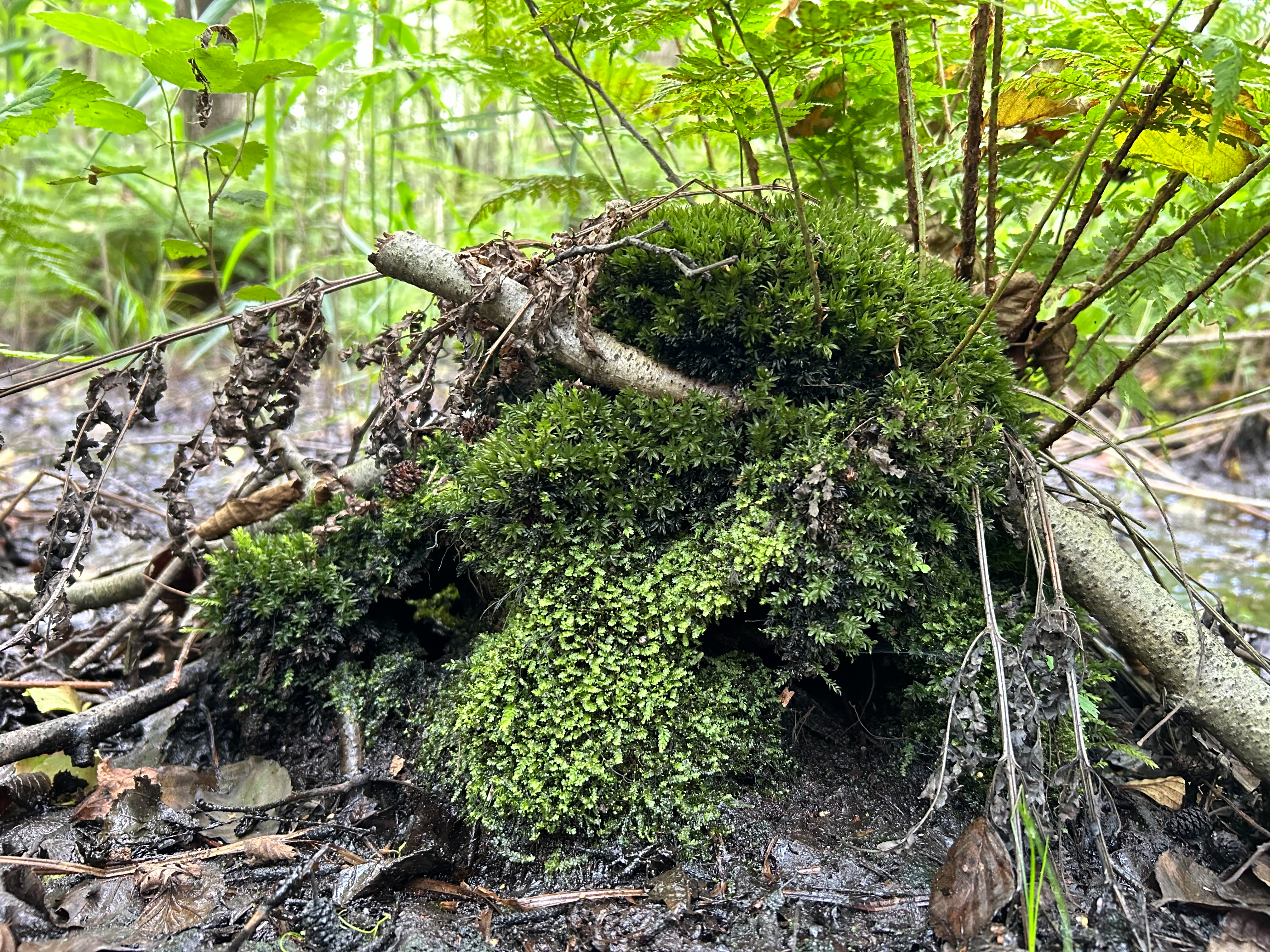
De viertandmos-associatie als microgemeenschap in een elzenzegge-elzenbroek
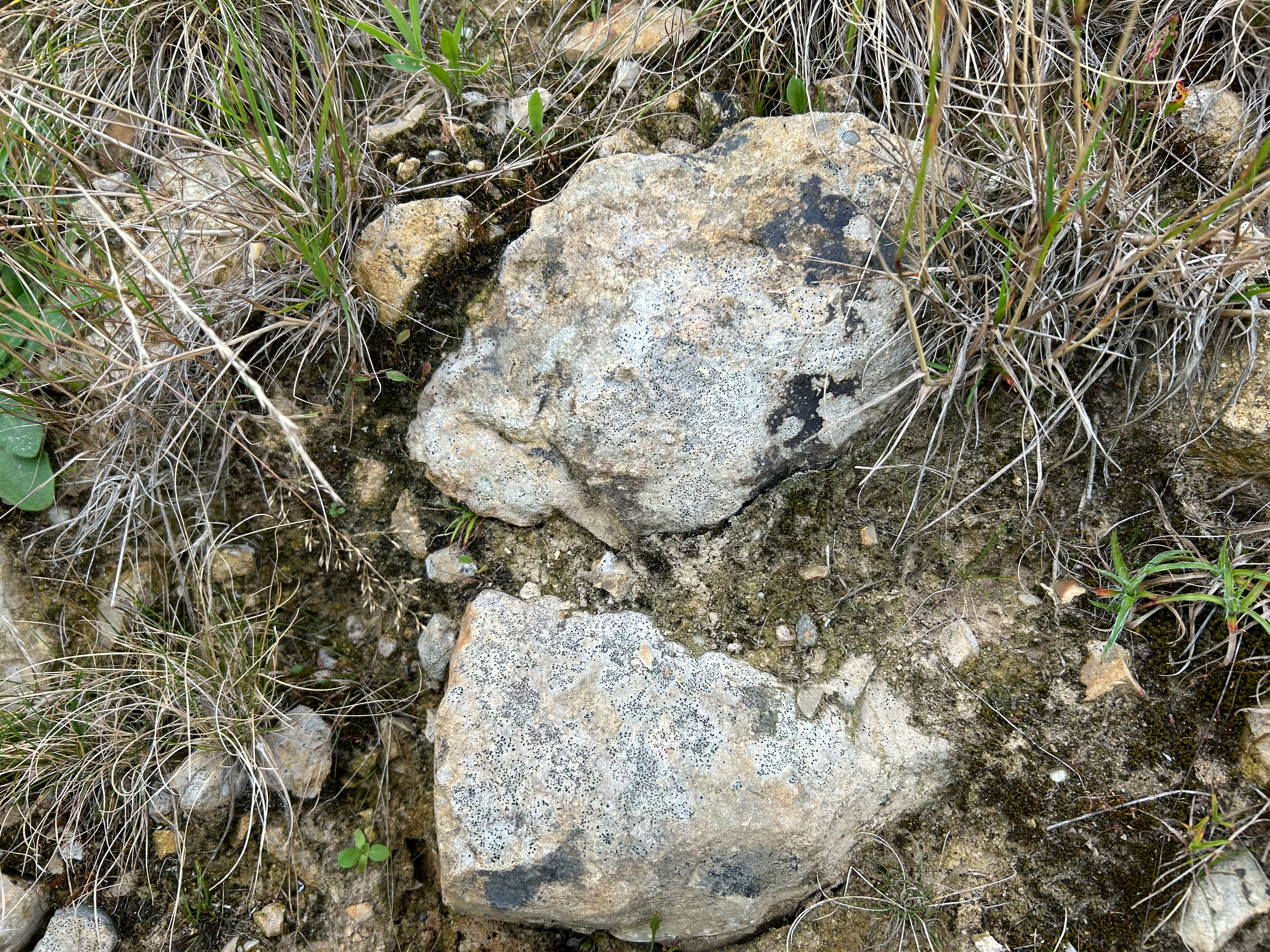
De associatie van kleine blauwkorst op stenen in heischraal grasland